# Júlia da Silva Bruhns
Júlia da Silva Bruhns (Paraty, 14 de agosto de 1851 – Weßling, 11 de março de 1923) foi uma escritora teuto-brasileira, e esposa do senador, cônsul e comerciante Johann Heinrich Mann,  mãe de Thomas Mann, ganhador do Prêmio Nobel da Literatura, e do também escritor Heinrich Mann.

## Biografia
Era filha do alemão naturalizado brasileiro Johann Ludwig Herrman Bruhns, fazendeiro que possuía plantações de açúcar entre Santos e o Rio de Janeiro, e de Maria Luísa da Silva, brasileira com sangue português e indígena, morta quando Júlia tinha cinco anos. Tinha três irmãos e uma irmã.
Diz a brasiliana "A infância tropical na cidade colonial de Parati, cercada pela pujança da mata, as amas negras e as frutas tropicais, seria depois trocada pelas ruelas sombrias da antiga Lübeck no norte da Alemanha."

### Na Alemanha
Um ano após a morte da mãe, o pai decidiu enviar os filhos para a Alemanha, para Lübeck, onde Júlia tinha um tio. Com seis anos de idade, Júlia não falava ainda uma palavra em alemão. O pai regressou ao Brasil. Ela viveu numa pensão até aos catorze anos.

### Casamento

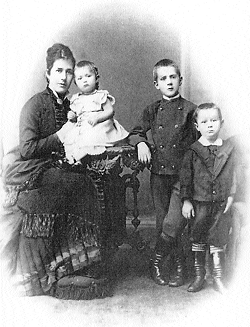
Júlia, Julia, Heinrich e Thomas

Casou com Johann Heinrich Mann em 1869, quando tinha dezessete anos, e ele vinte e nove. Tiveram cinco filhos:
- Heinrich Mann
- Thomas Mann, em cuja obra há uma leve menção à terra da mãe, o Brasil, no livro As confissões do Impostor Felix Krull. O fascínio pelo sul, a presença da latinidade como arrebatamento amoroso e a força de intoxicação passional estão presentes em sua obra.
- Julia Löhr
- Carla Mann
- Viktor Mann

### Viuvez
Após a morte do marido, em 1891, e em consequência de uma operação mal-sucedida à bexiga, Júlia decidiu viver em Munique com os filhos. Seus filhos escritores criaram personagens inspiradas nela em diversos livros, referindo-se afetuosamente ao seu sangue latino (os alemães costumam dizer simplesmente "do sul"). Em Os Buddenbrooks, de Thomas Mann, Júlia foi a inspiração de Gerda Arnoldsen e Tony Buddenbrook. Já em Doutor Fausto, foi a Senadora Rodde. No romance Tônio Kröger, foi a Mãe Consuelo. Em Morte em Veneza, surgiu na figura da mãe do principal protagonista, Gustav von Aschenbach. Nos últimos anos de vida, Júlia mudou freqüentemente de casa, morando também em hotéis. Morreu num quarto de hotel, sob a vigilância de três de seus filhos.

## Obra
Júlia da Silva Bruhns escreveu, já adulta, Da infância de Dodô (Aus Dodos Kindheit), um livro de memórias de sua infância no Brasil.